# Alignement von Leïtan
Die Menhire des Alignements von Leïtan stehen westlich der D 36 beim Weiler Plouénez südlich von Brennilis im Finistère in der Bretagne in Frankreich.
Von den fünf Menhiren der etwa 40 m langen Nordost-Südwest orientierten Steinreihe steht nur einer frei, die anderen vier liegen in einer Feldhecke. Die Menhire sind aus lokalem Granit und bis zu 3,0 m lang.
In der Nähe liegt der Dolmem Ti Ar Boutiged.